# 河瀬真孝

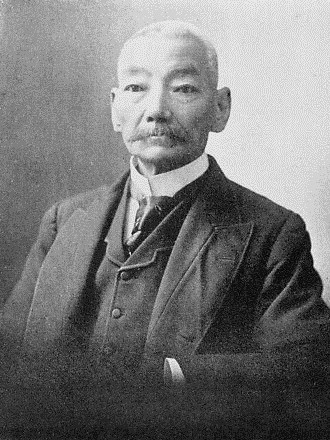
河瀬真孝（石川小五郎）

河瀬 真孝（かわせ まさたか、天保11年2月9日〈1840年3月12日〉- 大正8年〈1919年〉9月29日）は、明治期の日本の外交官。はじめ石川新五郎、石川 小五郎（いしかわ こごろう）と称し、のちに河瀬真孝、河瀬安四郎と改名。位階勲等は正二位勲一等、爵位は子爵。

## 生涯
周防国吉敷郡佐山に、長州藩士の子弟として生まれる。萩の明倫館に学ぶ。文久2年（1862年）、先鋒隊に入隊 。文久3年（1863年）の朝陽丸事件での幕府使節団暗殺の首魁とされる。元治元年（1864年）、御楯隊に入隊。禁門の変では、戦死した来島又兵衛の指揮権を引き継いで遊撃隊の指揮を執り、のちに遊撃隊総督となる。慶応元年（1865年）、高杉晋作による功山寺挙兵では、遊撃隊を率いて参加。第二次長州征伐では芸州口を攻撃するなど活躍した。
慶応3年（1867年）、トーマス・ブレーク・グラバーの協力の下イギリスに渡り、明治4年（1871年）まで滞在する。帰国後は工部少輔、ついで侍従長に就任するも、明治6年（1873年）にはイタリア、オーストリアに赴任。在任中にヴィンチェンツォ・ラグーザを工部美術学校彫刻科の講師として日本へ招く事に成功している。明治16年（1883年）、司法大輔。明治17年（1884年）より明治26年（1893年）まで公使としてイギリス在住。1887年（明治20年）5月24日、子爵を叙爵。明治27年（1894年）に枢密顧問官となり、死去まで務めた。墓所は青山霊園(1イ3-3)。

## 栄典・授章・授賞
位階
- 1886年（明治19年）10月20日 - 従三位[3]
- 1894年（明治27年）6月30日 - 正三位[4]
- 1899年（明治32年）12月20日 - 従二位[5]
- 1916年（大正5年）2月21日 - 正二位[6]

爵位
- 1887年（明治20年）5月24日 - 子爵[7]

勲章等
| 受章年                     | 略綬 | 勲章名           | 備考 |
| -------------------------- | ---- | ---------------- | ---- |
| 1887年（明治20年）11月25日 |      | 勲二等旭日重光章 |      |
| 1894年（明治27年）12月26日 |      | 勲一等瑞宝章     |      |
| 1901年（明治34年）12月27日 |      | 旭日大綬章       |      |
| 1912年（大正元年）8月1日   |      | 韓国併合記念章   |      |
| 1915年（大正4年）11月10日  |      | 大礼記念章       |      |
| 1919年（大正8年）9月29日   |      | 旭日桐花大綬章   |      |

## 家族
- 妻：河瀬 英子…（かわせ ひでこ、1855年 - 1911年）旧名・清。江川英龍二女。明治4年10月、木戸孝允の養女となり、河瀬に嫁いだのち、英子と改名。イギリス赴任中は留学生の世話をし、イタリアでは通訳を介さず国王と会談するなど、賢夫人として知られた[14]。
- 三男：河瀬真（海軍少将、貴族院子爵議員）[15]